# Jimmy Engoulvent
Jimmy Engoulvent (Le Mans, 7 de desembre de 1979) és un ciclista francès, professional des del 2001 fins al 2015.
Bon contrarellotgista en distàncies curtes, moltes de les seves victòries han estat en pròlegs. La seva principal victòria en una cursa per etapes és la general dels Quatre dies de Dunkerque del 2012.

## Palmarès
- 2003
  - Vencedor d'una etapa del Tour de la Somme
- 2007
  - Vencedor d'una etapa de la Volta a Luxemburg
  - Vencedor d'una etapa de la Tropicale Amissa Bongo
- 2008
  - Vencedor d'una etapa del Tour ivorià de la Pau
- 2009
  - Vencedor d'una etapa dels Tres dies de Valclusa
  - Vencedor d'una etapa del Circuit de La Sarthe
  - Vencedor d'una etapa del Tour de Bretanya
  - Vencedor d'una etapa dels Quatre dies de Dunkerque
  - Vencedor d'una etapa del Tour d'Alsàcia
  - Vencedor d'una etapa del Tour de Gironda
  - Vencedor d'una etapa del Circuito Montañés
- 2010
  - 1r al Tour de Poitou-Charentes i vencedor d'una etapa
  - Vencedor d'una etapa de la Volta a Luxemburg
  - Vencedor d'una etapa de la Volta a Portugal
  - Vencedor d'una etapa dels Boucles de la Mayenne
- 2011
  - Vencedor d'una etapa de la Volta a Andalusia
- 2012
  - 1r als Quatre dies de Dunkerque i vencedor d'una etapa
  - Vencedor d'una etapa de la Volta a Luxemburg
- 2013
  - Vencedor d'una etapa de la Volta a Luxemburg
- 2014
  - Vencedor d'una etapa als Quatre dies de Dunkerque
  - Vencedor del pròleg als Boucles de la Mayenne

### Resultats al Tour de França
- 2004. 138è de la classificació general
- 2006. Abandona (10a etapa)
- 2008. 138è de la classificació general
- 2011. 160è de la classificació general
- 2012. 153è de la classificació general. Fanalet vermell

### Resultats a la Volta a Espanya
- 2014. 157è de la classificació general
- 2015. 133è de la classificació general